# Леушино (Башкортостан)
Леушино — упразднённый населённый пункт в Башкортостане. Находился на территории Подлесненского сельсовета Стерлитамакского района.

## История
В XIX веке сельцо Леушино (Левушино, Минеево) входило в состав 1-го стана Стерлитамакского уезда Уфимской губернии. Было известно благодаря находившимся там Леушинским источникам, содержащим кальций, магний, калий и натрий.
Согласно сведениям 1870 года, в Леушине было 46 дворов и 301 житель (152 мужчины и 149 женщин); преобладающая национальность — русские. Имелась водяная мельница. Население было занято изготовлением телег, саней, колёс, ободьев, плетением лаптей.
В 1920-х годах значилось как посёлок Леушинский в составе Ашкадарской волости Стерлитамакского кантона. По данным переписи 1920 года, в посёлке было 13 дворов и 82 жителя (35 мужчин и 47 женщин); преобладающая национальность — русские. Согласно Всесоюзной переписи населения СССР 1926 года, в деревне Леушино Талалаевского сельсовета Ашкадарской волости было 15 домов и 96 жителей (50 мужчин и 46 женщин).
В справочнике 1952 года Леушино значится как село в составе Талалаевского сельсовета Стерлитамакского района. В справочнике 1969 года и на топографической карте 1985 года Леушино уже отсутствует. Предположительно, Леушино вошло в состав села Талалаевка.
В деревне родился Герой Социалистического Труда Анатолий Назарович Каллистов (1910—2001).

## Расположение
Деревня Леушино располагалась на правом берегу реки Меселька. По данным 1952 года, находилась километре к западу от села Талалаевка.